# Pohár UEFA 1976/1977
Sezóna 1976/77 Poháru UEFA byla 19. ročníkem tohoto poháru a zároveň šestým pod tímto názvem. Vítězem se stal tým Juventus FC.

## První kolo
| Domácí v 1. zápase              | Celkem | Hosté v 1. zápase      | 1. zápas | 2. zápas    |
| ------------------------------- | ------ | ---------------------- | -------- | ----------- |
| FC Porto                        | 4–5    | FC Schalke 04          | 2–2      | 2–3         |
| Fram                            | 0–8    | ŠK Slovan Bratislava   | 0–3      | 0–5         |
| Glentoran FC                    | 3–5    | FC Basel 1893          | 3–2      | 0–3         |
| Enosis Neon Paralimni           | 1–11   | 1. FC Kaiserslautern   | 1–3      | 0–8         |
| AEK FC                          | 3–2    | FK Dynamo Moskva       | 2–0      | 1–2(prodl.) |
| Ajax                            | 1–2    | Manchester United FC   | 1–0      | 0–2         |
| SV Austria Salzburg             | 5–2    | Adanaspor              | 5–0      | 0–2         |
| CF Os Belenenses                | 4–5    | FC Barcelona           | 2–2      | 2–3         |
| Celtic FC                       | 2–4    | Wisla Krakov           | 2–2      | 0–2         |
| Derby County FC                 | 16–1   | Finn Harps FC          | 12–0     | 4–1         |
| FC Dinamo București             | 1–2    | AC Milán               | 0–0      | 1–2         |
| Eintracht Braunschweig          | 7–1    | Holbæk B&I             | 7–0      | 0–1         |
| RCD Español                     | 4–3    | OGC Nice               | 3–1      | 1–2         |
| Feyenoord Rotterdam             | 4–2    | Djurgårdens IF         | 3–0      | 1–2         |
| Fenerbahçe SK                   | 2–5    | Videoton               | 2–1      | 0–4         |
| Grasshopper Club Zürich         | 9–0    | Hibernians FC          | 7–0      | 2–0         |
| Hibernian FC                    | 1–0    | FC Sochaux-Montbéliard | 1–0      | 0–0         |
| FC Internazionale Milano        | 1–2    | Budapešť Honvéd        | 0–1      | 1–1         |
| 1. FC Köln                      | 3–1    | GKS Tychy              | 2–0      | 1–1         |
| KuPS                            | 3–4    | Östers IF              | 3–2      | 0–2         |
| Magdeburg                       | 4–3    | AC Cesena              | 3–0      | 1–3         |
| Manchester City FC              | 1–2    | Juventus FC            | 1–0      | 0–2         |
| Næstved BK                      | 0–7    | RWD Molenbeek          | 0–3      | 0–4         |
| Queens Park Rangers FC          | 11–0   | Brann Bergen           | 4–0      | 7–0         |
| FA Red Boys Differdange         | 1–6    | KSC Lokeren            | 0–3      | 1–3         |
| Slavia Praha                    | 2–3    | Akademik Sofia         | 2–0      | 0–3(prodl.) |
| FK Šachtar Doněck               | 4–1    | Berliner FC Dynamo     | 3–0      | 1–1         |
| FC Sportul Studențesc București | 4–2    | Olympiakos Pireus      | 3–0      | 1–2         |
| FC Wacker Innsbruck             | 7–1    | IK Start               | 2–1      | 5–0         |
| ASA Targu Mures                 | 0–4    | Dinamo Záhřeb          | 0–1      | 0–3         |
| Újpest FC                       | 1–5    | Athletic Bilbao        | 1–0      | 0–5         |
| Lokomotiv Plovdiv               | 3–5    | FK Crvena zvezda       | 2–1      | 1–4         |

## Druhé kolo
| Domácí v 1. zápase              | Celkem    | Hosté v 1. zápase       | 1. zápas | 2. zápas |
| ------------------------------- | --------- | ----------------------- | -------- | -------- |
| AEK FC                          | 5–2       | Derby County FC         | 2–0      | 3–2      |
| Akademik Sofia                  | 4–5       | AC Milán                | 4–3      | 0–2      |
| SV Austria Salzburg             | 2–2(v)    | FK Crvena zvezda        | 2–1      | 0–1      |
| FC Barcelona                    | 3–2       | KSC Lokeren             | 2–0      | 1–2      |
| FC Basel 1893                   | 2–4       | Athletic Bilbao         | 1–1      | 1–3      |
| Eintracht Braunschweig          | 2–3       | RCD Español             | 2–1      | 0–2      |
| Hibernian FC                    | 3–4       | Östers IF               | 2–0      | 1–4      |
| FC Wacker Innsbruck             | 1–2       | Videoton                | 1–1      | 0–1      |
| 1. FC Kaiserslautern            | 2–7       | Feyenoord Rotterdam     | 2–2      | 0–5      |
| 1. FC Köln                      | 5–2       | Grasshopper Club Zürich | 2–0      | 3–2      |
| Magdeburg                       | 4–2       | Dinamo Záhřeb           | 2–0      | 2–2      |
| Manchester United FC            | 1–3       | Juventus FC             | 1–0      | 0–3      |
| FK Šachtar Doněck               | 6–2       | Budapešť Honvéd         | 3–0      | 3–2      |
| ŠK Slovan Bratislava            | 5–8       | Queens Park Rangers FC  | 3–3      | 2–5      |
| FC Sportul Studențesc București | 0–5       | FC Schalke 04           | 0–1      | 0–4      |
| Wisla Krakov                    | 2–2(pen.) | RWD Molenbeek           | 1–1      | 1–1      |

## Třetí kolo
| Domácí v 1. zápase     | Celkem | Hosté v 1. zápase   | 1. zápas | 2. zápas |
| ---------------------- | ------ | ------------------- | -------- | -------- |
| AEK FC                 | (v)3–3 | FK Crvena zvezda    | 2–0      | 1–3      |
| Athletic Bilbao        | 5–4    | AC Milán            | 4–1      | 1–3      |
| RCD Español            | 0–3    | Feyenoord Rotterdam | 0–1      | 0–2      |
| Juventus FC            | 3–1    | FK Šachtar Doněck   | 3–0      | 0–1      |
| Magdeburg              | 5–1    | Videoton            | 5–0      | 0–1      |
| Östers IF              | 1–8    | FC Barcelona        | 0–3      | 1–5      |
| Queens Park Rangers FC | (v)4–4 | 1. FC Köln          | 3–0      | 1–4      |
| RWD Molenbeek          | 2–1    | FC Schalke 04       | 1–0      | 1–1      |

## Čtvrtfinále
| Domácí v 1. zápase     | Celkem    | Hosté v 1. zápase | 1. zápas | 2. zápas |
| ---------------------- | --------- | ----------------- | -------- | -------- |
| Athletic Bilbao        | 4–3       | FC Barcelona      | 2–1      | 2–2      |
| Feyenoord Rotterdam    | 1–2       | RWD Molenbeek     | 0–0      | 1–2      |
| Magdeburg              | 1–4       | Juventus FC       | 1–3      | 0–1      |
| Queens Park Rangers FC | 3–3(pen.) | AEK FC            | 3–0      | 0–3      |

## Semifinále
| Domácí v 1. zápase | Celkem | Hosté v 1. zápase | 1. zápas | 2. zápas |
| ------------------ | ------ | ----------------- | -------- | -------- |
| RWD Molenbeek      | 1–1(v) | Athletic Bilbao   | 1–1      | 0–0      |
| Juventus FC        | 5–1    | AEK FC            | 4–1      | 1–0      |

## Finále
| 4. května 1977 20:30 |       |                 |                                                                             |
| Juventus FC          | 1 – 0 | Athletic Bilbao | Stadio Comunale, Turín diváci: 75 000 rozhodčí: Charles Corver (Nizozemsko) |
| Marco Tardelli 15'   |       |                 | Stadio Comunale, Turín diváci: 75 000 rozhodčí: Charles Corver (Nizozemsko) |

| 18. května 1977 20:00                      |       |                    |                                                                              |
| Athletic Bilbao                            | 2 – 1 | Juventus FC        | San Mamés Stadium, Bilbao diváci: 43 000 rozhodčí: Erich Linemayr (Rakousko) |
| Javier Irureta 12' Carlos Ruiz Herrero 78' |       | Roberto Bettega 7' | San Mamés Stadium, Bilbao diváci: 43 000 rozhodčí: Erich Linemayr (Rakousko) |

Celkové skóre dvojzápasu 2:2, Juventus FC zvítězil díky více vstřeleným brankám na hřišti soupeře.

## Vítěz
| Pohár UEFA 1976/77 Juventus FC Dino Zoff, Antonello Cuccureddu, Francesco Morini, Gaetano Scirea, Claudio Gentile, Franco Causio, Marco Tardelli, Giuseppe Furino, Romeo Benetti, Roberto Boninsegna, Roberto Bettega, Luciano Spinosi, Sergio Gori Trenér: Giovanni Trapattoni |